# The Hawk (album)
The Hawk è il quinto album del cantante rockabilly canadese Ronnie Hawkins, pubblicato dalla casa discografica Cotillon Records nel 1969.  

## Tracce
1. Don't Tell Me Your Troubles – 2:14
2. Sick and Tired – 2:47
3. Lonely Weekends – 3:10
4. Ruby Baby – 2:16
5. Drinkin' Wine Spo-Dee-O-Dee – 3:10
6. Ooby Dooby – 2:08
7. Leaves That Are Green – 2:20
8. Patricia – 3:20
9. The lady Comes from Baltimore – 2:47
10. Oh Sugar – 2:13
11. Treasure of Love – 3:11
12. Black Sheep Boy – 3:03

## Formazione
- Ronnie Hawkins – voce
- Duane Allman - chitarra
- Mitch Bossi - chitarra
- Jim Dickinson – tastiera
- Michael Utley - tastiera
- Joe Perna - basso
- Levon Helm – batteria